# Walthamstow
Walthamstow est une ville du borough londonien de Waltham Forest, et le siège administratif du borough.
Elle était déjà citée dans le Domesday Book avec le nom de Wilcumestou, qui signifie en vieil anglais « ville de bienvenue ». Longtemps village rural, elle devint ville de banlieue avec l'arrivée des chemins de fer au XIXe siècle.
La ville est célèbre pour avoir vu naître William Morris et un musée lui y est consacré. Frederick William Bremer y construisit la première automobile britannique. L'industrie automobile de la ville construisit aussi les célèbres bus londoniens à impériale LGOC B-type ainsi que le bombardier Avro Lancaster.
La ville est desservie par la station de métro Walthamstow Central.

## Personnalités liées à la commune

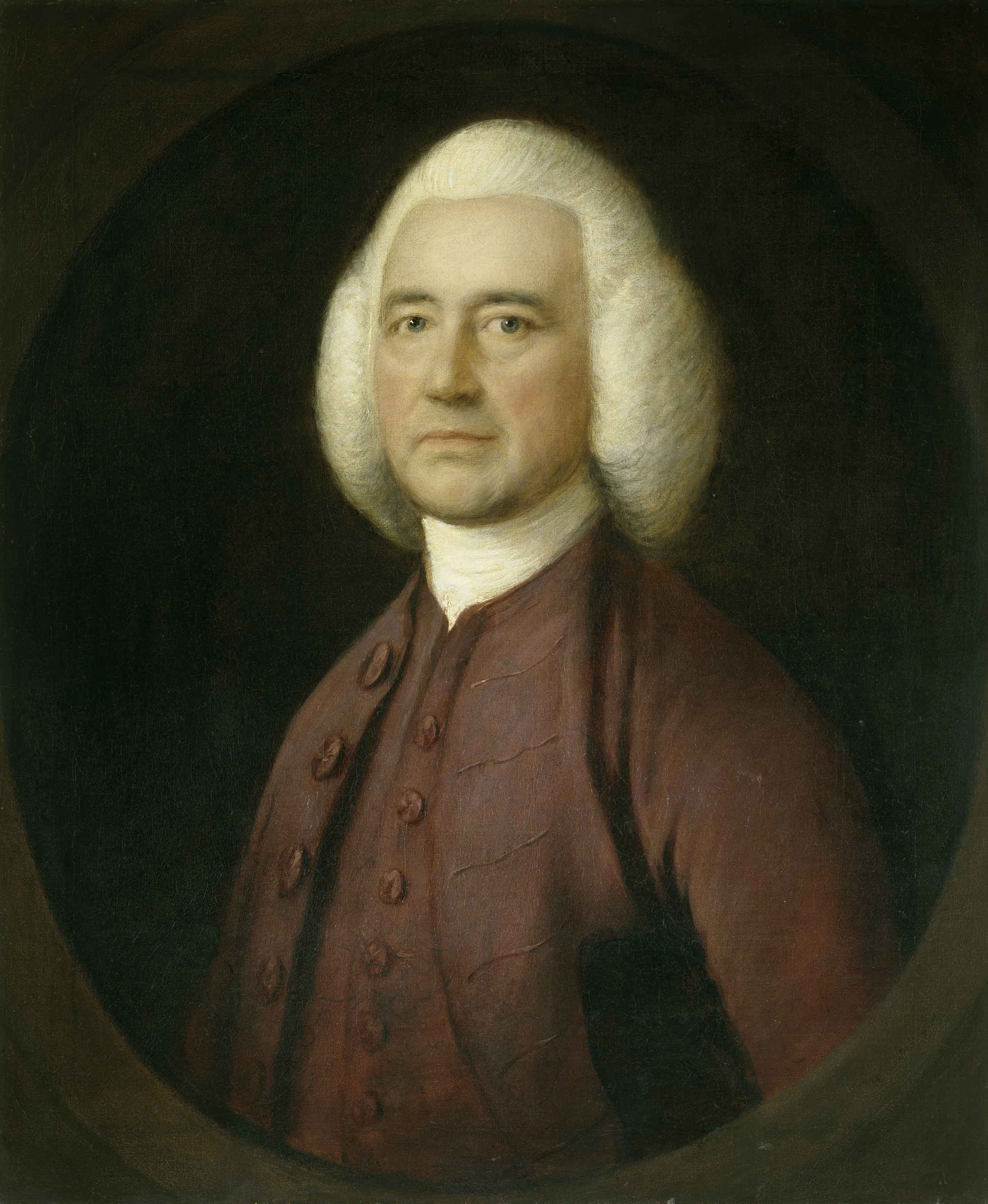
Robert Butcher de Walthamstow, vers 1765
par Thomas Gainsborough
Musée du Prado, Madrid

- Clement Attlee
- Peter Blake
- Leonard Borwick
- Mick Box
- Matthew Bourne
- Phil Collen
- John Dankworth
- Paul Di'Anno
- Benjamin Disraeli
- Ian Dury
- East 17
- Fitz Hall
- James Hilton
- Harry Kane
- Colin Kazim-Richards
- William Morris
- Fabrice Muamba
- Grayson Perry
- John Kemp Starley
- Thomas Griffith Taylor
- Maurice Glasman
- Rosina Zornlin